# Ширах, Готлоб Бенедикт

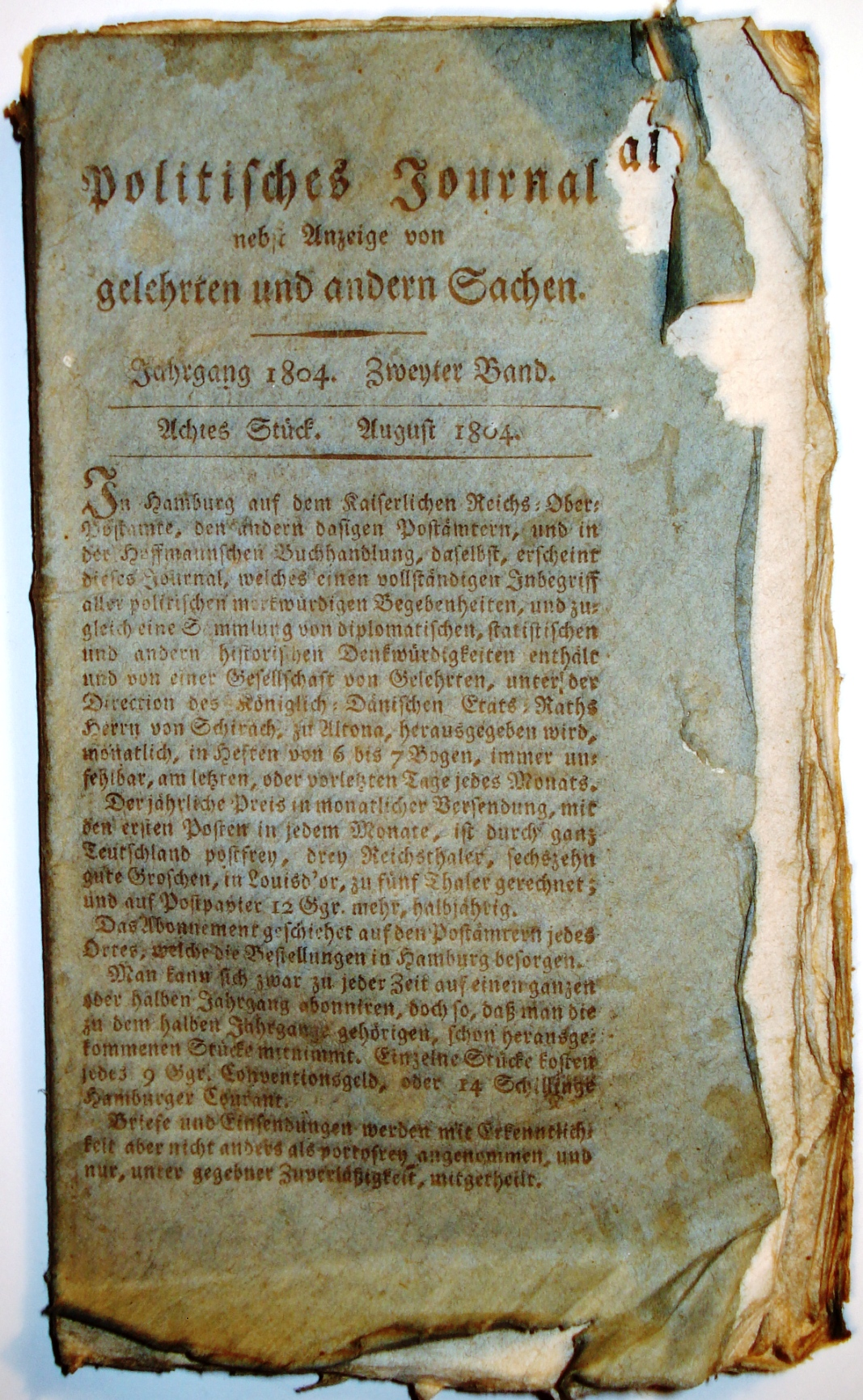
Заглавный лист «Политического журнала» (Politisches Journal…, 1804 г.)

Готлоб Бенедикт фон Ширах (нем. Gottlob Benedikt von Schirach; 13 июня 1743, Тифенфурт близ Любани, Верхняя Лужица (ныне Польша) — 7 декабря 1804, Альтона, Гольштейн) — немецкий историк, публицист, философ, писатель

, педагог, дипломат.

## Биография
Сын сербского богослова Кристиана Готтлоба Шираха (Křesćan Bohuchwał Šerach). Изучал историю и филологию в Лейпцигском университете, окончив который в 1764 году стал читать лекции в университете Галле. С 1769 года — профессор философии Хельмштедтского университета. Автор нескольких книг, уже при жизни считался известным писателем. Одним из первых стал относиться критически и философски к историческому материалу.
Автор филологические и поэтические произведений, биографий, переводов с английского и французского языков.
В знак признания за создание биографии императора Карла VI, императрицей Марией Терезией был возведён в потомственное австрийское дворянство в мае 1776 года. Основатель дворянского рода Ширахов.
В 1780 году после появления его сочинения «Ueber das Königl. dän. Indigenatrecht» (Гамбург, 1779), был приглашён датским правительством на службу. Стал дипломатом на датской службе и переехал в Альтону (ныне район Гамбурга), где основал журнал Politisches Journal nebst Anzeige von gelehrten und anderen Sachen, один из самых влиятельных политических журналов того времени. В этом журнале он изображал события новейшей истории, подтверждая их указаниями на важнейшие источники, вследствие чего сделался ценным пособием для исследователей.

## Избранные публикации
- 1768 — Clavis Poetarum Classicorum. Pars Postrior. Sive Index Philologico-Criticus in Ovidium et Virgilium, Minori Forma in Orphanotropheo Halensi
- 1770 — Ioannis Tzetzae Carmina Iliaca nunc primum e codice august edidit
- 1770—1775 — Ephemerides literariae Helmstadienses (несколько томов).
- 1771—1774 — Biographien der Deutschen (несколько томов).
- 1772 — Über die moralische Schönheit und Philosophie des Lebens
- 1772—1776 — Magazin der deutschen Kritik (несколько томов).
- 1776 — Biographie Kaisers Carls des Sechsten
- 1777 — Biographien des Plutarchs mit Anmerkungen
- 1777 — Historisch-statistische Notiz der Großbrittannischen Colonien in America, mit politischen Anmerkungen, die gegenwertigen Americanischen Unruhen betreffend
- 1776 — Das dänische Indigenatrecht